# Taifa Orihuela
De taifa Orihuela was een emiraat (taifa) in de regio Valencia, in het zuiden van Spanje. De taifa kende een kortstondige, onafhankelijke periode van ca. 1239 tot 1249. De stad Orihuela (Arabisch: Uryulah) was de hoofdplaats van de taifa.

## Lijst van emirs
Banu Isam
- Abu Jafar ibn Isam: 13de eeuw
- Abu al-Hasam ibn Abu Jafar: ? -1249
- Aan koninkrijk Castilië: 1249